# Лео Лакруа
Лео Лакруа (фр. Léo Lacroix, нар. 27 лютого 1992, Лозанна) — швейцарський футболіст, захисник австралійського клубу «Вестерн Юнайтед».

## Клубна кар'єра
Лакруа почав свою кар'єру в швейцарському клубі «Сьйон», за який дебютував 16 травня 2010 року у зустрічі останнього туру сезону 2009/10 із «Санкт-Галленом». Сезон 2011/12 і половину сезону 2012/13 захисник пропустив через травму хрестоподібних зв'язок. 16 лютого 2012 року Лео повернувся на поле після півторарічної перерви. 6 квітня 2013 Лакруа забив свій перший гол у швейцарській Суперлізі. Починаючи з сезону 2013/14 Лео став гравцем основного складу «Сьйона». Загалом в рідній команді провів сім сезонів, взявши участь у 78 матчах чемпіонату і став володарем Кубка Швейцарії 2014/15.
В останній день літнього трансферного вікна 2016 року Лакруа перейшов у французький «Сент-Етьєн», підписавши контракт до 2020 року. На швейцарця також претендували італійський «Мілан» і англійський «Евертон», однак гравець вибрав «стефануа». Дебют Лакруа в новій команді відбувся 9 вересня 2016 року у виїзному матчі 3-го туру Ліги 1 проти «Парі Сен-Жермена»: на 62-й хвилині захисник замінив травмованого Шейка М'Бенге. Гра закінчилася з рахунком 1:1.
31 січня 2018 року Лео був відданий в оренду до кінця сезону в швейцарський «Базель», який вирішив не викуповувати контракт гравця, і наступний сезон швейцарець провів знову на правах оренди, на цей раз у німецькому «Гамбургу», що грав у Другій Бундеслізі. Втім в обох командах стати основним у Лакруа не вийшло, і влітку 2019 року він повернувся в «Сент-Етьєн». Станом на 31 жовтня 2019 у сезоні 2019/20 Лакруа не потрапляв навіть до заявок на матчі: «Сент-Етьєн» виставив гравця на трансфер, до жовтня він тренувався з дублем та лише з жовтня був допущений до тренувань з основою.

## Виступи за збірні
Лакруа народився в Швейцарії, але маючи по матері бразильське походження мав право обирати між двох збірних.2010 року дебютував у складі юнацької збірної Швейцарії (U-19). Загалом на юнацькому рівні взяв участь у 6 іграх.
Протягом 2013—2014 років залучався до складу молодіжної збірної Швейцарії. На молодіжному рівні зіграв у 4 офіційних матчах.
20 листопада 2018 року дебютував в офіційних іграх у складі національної збірної Швейцарії в товариському матчі з Катаром.

## Титули і досягнення
- Володар Кубка Швейцарії (1):

«Сьйон»: 2014–15
| Дата       | Місто  | Господарі | Результат | Гості | Турнір           | Голи | Примітки |
| ---------- | ------ | --------- | --------- | ----- | ---------------- | ---- | -------- |
| 14-11-2018 | Лугано | Швейцарія | 0 – 1     | Катар | товариський матч | -    |          |
| Усього     |        | Матчів    | 1         |       | Голів            | 0    |          |